# ホメられてノビるくん
『ホメられてノビるくん』は、2010年10月25日から2011年9月19日まで、フジテレビ系列で平日深夜に放送されていたバラエティ番組。略称は『ホメノビ』。
2011年4月11日放送分から最終回までは、『ホメられてノビるくんA』（ - エース）として放送。

## 概要
腕と華のある若手芸人による「テレビ企画挑戦バラエティ」。主要な出演者やスタッフは、放送開始の前月に終了したバラエティ番組『爆笑レッドシアター』から引き継がれている（同番組にレギュラー出演していた内村光良、狩野英孝、しずる、フルーツポンチ、柳原可奈子は除く）。
2011年3月28日放送分にて、同年4月以降の番組継続と『 - A』への改題、バカリズムの番組「クビ」が発表される。

## 出演者
年齢ではバカリズムが最年長であったが、芸歴的には1994年にNSCに入学したコカドが一番上である。

### レギュラー出演
- ジャルジャル
  - 後藤淳平・福徳秀介
- はんにゃ
  - 金田哲・川島章良
- ロッチ
  - 中岡創一・コカドケンタロウ
- 我が家
  - 杉山裕之・坪倉由幸・谷田部俊
- バカリズム（ - 2011年3月28日）

### 進行役
- 松村未央（フジテレビアナウンサー）2011年4月11日 -

### コーナー出演

#### ホメてアゲ亭
- 渡辺哲 - 大将
- 六平直政 - 同上
- 田中要次 - 同上

#### その他
- 松村未央（フジテレビアナウンサー） - 恋のトラウマ診断室 ナース（2010年10月25日 - 2011年2月22日）
- 前田大輔 - とれたて夢診断
- 大島由香里（フジテレビアナウンサー） - クイズ! その時キュンキュン男子はこう言った

### ゲスト出演

#### ホメてアゲ亭
- 谷村美月（2010年10月25日）
- 優木まおみ（2010年11月8日）
- 矢口真里（2010年11月29日）
- 篠田麻里子（2010年12月13日）
- 秋元才加（2011年1月17日）
- 有吉弘行（2011年2月28日）

#### 恋のトラウマ診断室
- 安田美沙子（2010年11月1日・2011年1月10日）
- 神戸蘭子（2010年11月15日）
- 優木まおみ（2010年12月6日）
- スザンヌ（2010年12月20日）
- 道端アンジェリカ（2011年2月21日）

#### その他
- 関根麻里（2010年11月22日、クイズ! その時キュンキュン男子はこう言った）

## 主なコーナー
世界一メニューの多い串揚げ屋 ホメてアゲ亭
何を揚げているか分からない串揚げを食べ、味覚を頼りにその食材を当てるゲーム。出演者が大将の指定した食べ方で一口で食べた後、大将がくし引き箱から引いた串に名前が書かれていた人 が解答する。5問連続正解(初回のみ10本)でご褒美が貰える。失敗した場合は全員で「わさび串」 を食べなければならない。進行役(大将)は福徳。
ホメられ方講座
マイナス的状況から一変してホメられる振る舞い方を教える、ショートコント。
恋のトラウマ診断室
悲しい恋愛エピソードの持ち主を迎えて、研修中の見習いカウンセラー達が患者の症状から恋のトラウマが一体何なのかを見抜く。最後に、トラウマという設定の虎と馬を合体させた着ぐるみに入った川島が登場。着ぐるみの中の風船を破裂させて恋のトラウマも解消してもらう。「院長」は坪倉。
とれたて夢診断
出演者を叩き起こして、見ていた夢を収穫。専門家による夢分析で深層心理を探る。寝起きドッキリ企画。MCは福徳。
クイズ! その時キュンキュン男子はこう言った
少女マンガにはまっている女性ゲストを迎えて、乙女心をキュンキュンさせたイケメン男子の台詞をリアル男子に当ててもらう。男性陣が作中のイケメンキャラに扮して回答する。進行役はコカド。
人を見る目ためすくん
フジテレビ湾岸スタジオのレストランに座っている女性4人の中から、テーマ（100人以上の男性と付き合ったことがある、自宅の風呂場が汚い など）に合った女性を見た目だけで当てるゲーム。不正解者は、誤って指名した女性からビンタされる。
突撃! リサーチくん
様々なジャンルの「人気ベスト5」を、各人ランクインした“人やモノ”になりきって順位を当てるゲーム。自分が何位なのかを予想し、5人で一斉にボードに走って体当たり。正解ならボードを突き抜けマットに着地できるが、不正解だと硬い壁に弾き返される。天の声をバカリズムが担当。

## エンディングテーマ
『ホメられてノビるくんのテーマ』
出演芸人による『一世風靡セピア』のパロディ。2010年11月29日から、フジテレビの着信メロディ有料配信サービス「フジメロ」で配信開始。同日放送分から、カメラ割りが変更された新バージョンになった。

## 特別番組
- 『スペシャルやるのはやくないですかSP』
  - 2010年11月2日 26:35 - 27:35放送[3]
  - ゲスト出演は、「ブラック財布ジャック21」のコーナーが武田修宏、秋野暢子、道重さゆみ、中野裕太、矢口真里、ジャガー横田、木下博勝、木村真野・紗野（アシスタント）、「人生でホメられた10のこと」のコーナーが勝俣州和。
- 『ホメられてピカるくん!!!』
  - 2010年12月31日 24:45 - 29:00放送[4]
  - バラエティ番組『ピカルの定理』とのコラボレーションによる生放送。CM出演などの仕事をかけたゲーム（MCのバカリズムによるドッキリ）の他、中継による暴露コーナーなどが行われた。

## 放送休止
- 2011年3月14日 - 東日本大震災関連の報道のため放送時間が拡大された『ニュースJAPAN』（22時 - 翌0時35分、15日未明）の直後に放送される『ヤマサキパン』（0時35分 - 0時45分、15日未明）に引き続き、通常時間帯での放送を予定されていた。しかし、『ニュースJAPAN』の放送終了時刻が急遽35分繰り下がったため、当番組は休止となった。当番組の直後に放送が予定されていた『たけしのコマ大数学科』以降は、予定通り通常放送された。

## ネット局・放送時間
| 放送対象地域 | 放送局                    | 系列           | 放送時間           | 放送期間                       | 遅れ日数   |
| ------------ | ------------------------- | -------------- | ------------------ | ------------------------------ | ---------- |
| 関東広域圏   | フジテレビ（CX）          | フジテレビ系列 | 月曜 24:45 - 25:10 | 2010年10月25日 - 2011年9月19日 | 制作局     |
| 北海道       | 北海道文化放送（UHB）     | フジテレビ系列 | 月曜 24:55 - 25:20 | 2011年4月18日 - 2011年9月26日  | 7日遅れ    |
| 岩手県       | 岩手めんこいテレビ（mit） | フジテレビ系列 | 木曜 24:45 - 25:10 | 2010年11月11日 -               | 17日遅れ   |
| 宮城県       | 仙台放送（OX）            | フジテレビ系列 | 月曜 24:45 - 25:10 | 2010年10月25日 - 2011年9月19日 | 同時ネット |
| 秋田県       | 秋田テレビ（AKT）         | フジテレビ系列 | 土曜 25:35 - 26:00 | 2010年11月13日 - 2011年10月1日 | 11日遅れ   |
| 山形県       | さくらんぼテレビ（SAY）   | フジテレビ系列 | 木曜 24:35 - 25:00 | 2010年11月11日 -               | 17日遅れ   |
| 福島県       | 福島テレビ（FTV）         | フジテレビ系列 | 火曜 24:39 - 25:04 | 2010年11月2日 - 2011年10月4日  | 15日遅れ   |
| 新潟県       | 新潟総合テレビ（NST）     | フジテレビ系列 | 火曜 24:35 - 25:00 | 2010年11月2日 - 2011年10月4日  | 15日遅れ   |
| 長野県       | 長野放送（NBS）           | フジテレビ系列 | 月曜 24:45 - 25:10 | 2010年11月1日 - 2011年10月3日  | 14日遅れ   |
| 石川県       | 石川テレビ（ITC）         | フジテレビ系列 | 火曜 24:40 - 25:05 | 2011年3月29日 -                | 71日遅れ   |
| 中京広域圏   | 東海テレビ（THK）         | フジテレビ系列 | 金曜 26:50 - 27:15 | 2010年10月29日 -               | 85日遅れ   |
| 近畿広域圏   | 関西テレビ（KTV）         | フジテレビ系列 | 木曜 25:05 - 25:30 | 2010年10月28日 - 2011年3月31日 | 3日遅れ    |
| 広島県       | テレビ新広島（TSS）       | フジテレビ系列 | 月曜 24:35 - 25:00 | 2010年11月1日 - 2011年9月26日  | 7日遅れ    |
| 愛媛県       | テレビ愛媛（EBC）         | フジテレビ系列 | 木曜 25:05 - 25:35 | 2010年12月2日 - 2011年10月20日 | 24日遅れ   |
| 高知県       | 高知さんさんテレビ（KSS） | フジテレビ系列 | 水曜 24:40 - 25:05 | 2010年11月17日 - 2011年9月28日 | 9日遅れ    |
| 福岡県       | テレビ西日本（TNC）       | フジテレビ系列 | 月曜 24:35 - 25:00 | 2010年11月1日 - 2011年9月26日  | 7日遅れ    |
| 佐賀県       | サガテレビ（STS）         | フジテレビ系列 | 月曜 24:35 - 25:05 | 2011年4月25日 - 2011年10月3日  | 14日遅れ   |
| 長崎県       | テレビ長崎（KTN）         | フジテレビ系列 | 火曜 25:15 - 25:40 | 2010年11月16日 - 2011年10月4日 | 15日遅れ   |
| 熊本県       | テレビくまもと（TKU）     | フジテレビ系列 | 木曜 24:35 - 25:05 | 2011年4月21日 - 2011年9月29日  | 10日遅れ   |
| 鹿児島県     | 鹿児島テレビ（KTS）       | フジテレビ系列 | 金曜 25:50 - 26:15 | 2011年3月25日 -                | 127日遅れ  |
| 沖縄県       | 沖縄テレビ（OTV）         | フジテレビ系列 | 月曜 24:43 - 25:08 | 2010年11月7日 -                | 71日遅れ   |

| 放送対象地域 | 放送局            | 系列    | 放送回 | 放送時間                    | 遅れ日数 |
| ------------ | ----------------- | ------- | ------ | --------------------------- | -------- |
| 山口県       | テレビ山口（tys） | TBS系列 | 第1回  | 2010年11月6日 10:23 - 10:45 | 12日遅れ |

## 主要スタッフ
- 制作：神原孝、宮道治朗（フジテレビ）
- 構成：伊藤正宏、酒井健作、塩沢航、安部裕之、酒井義文、カツオ
- ナレーター：石井康嗣
- 美術制作：棈木陽次[5]（フジテレビ）
- デザイン：安部彩（フジテレビ）
- 美術進行：林勇
- 大道具：杉本孝宏
- アクリル装飾：高橋瞳
- 電飾：田中信太郎
- 装飾：門間誠
- 生花装飾：荒川直史
- マルチ：丸山明道
- 衣裳：珍田愉華
- メイク：大友麻衣子
- かつら：寒郡千恵
- CG：鈴木鉄平
- タイトル：福澤伸太郎
- TP：高瀬義美
- SW：河西純
- カメラ：池田孝宏、宮崎健司
- VE：高木稔
- 音声：加瀬悦史
- 照明：小林敦洋（フジテレビ）
- 音響効果：高田智彰
- 編集：清野和敬、吉川豪
- MA：足達健太郎
- TK：斉藤裕里
- デスク：中成子
- 編成：大川友也→鹿内植（フジテレビ）
- 広報：小出和人（フジテレビ）
- 技術協力：ニユーテレス、FLT、IMAGICA、マルチバックス、BABY SOUND LUCK
- リサーチ：恩田悠（STEELO）
- 協力：浅野太鼓楽器店
- AP：仲村孝明→菊池絢子（アルファ・グリッド）
- ディレクター：嶋田武史（ウイッシュカンパニー）、原武範（アクシーズ）、小林浩太郎、夫馬教行（ディ・コンプレックス）、伊藤嘉彦、白川誠
- プロデューサー：朝妻一（フジテレビ）
- 演出補佐：塩谷亮（途中まで）
- チーフプロデューサー：藪木健太郎[6]
- 制作著作：フジテレビ